# Historia Żydów w Chinach
Żydzi (chiń. 犹太, Yóutài) pojawili się w Chinach prawdopodobnie w okresie dynastii Tang (618-907). Pierwotnie osiedlali się w prowincji Guangdong. Arabski historyk Abu Zajd wymienił Żydów wśród 120 tysięcy cudzoziemców wymordowanych w Kantonie podczas rebelii pod wodzą Huang Chao, u schyłku panowania dynastii Tang.

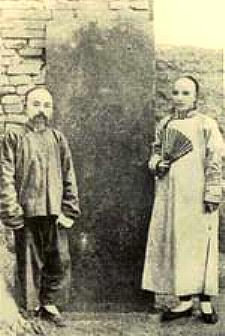
Żydzi w Kaifengu, 1907

W X i XI wieku Żydzi wyemigrowali do prowincji Henan. Ich głównym ośrodkiem stał się Kaifeng, gdzie posiadali synagogę z rabinem umiejącym czytać po hebrajsku. O licznych koloniach żydowskich w Chinach wspominali m.in. Marco Polo, Jan z Montecorvino i Muhammad Ibn Battuta. Po śmierci ostatniego rabina w połowie XIX wieku społeczność żydowska w Kaifengu rozpadła się, a sami Żydzi zasymilowali się z ludnością chińską.
Na przełomie XIX i XX wieku powstały nowe społeczności żydowskie w Szanghaju, Tiencinie czy Harbinie. W Mandżurii osiedliło się wówczas wielu rosyjskich Żydów. Społeczność żydowska w Mandżurii posiadała własne synagogi, szkoły, stołówki czy schroniska dla biednych. Wiele przedsiębiorstw handlowych i przemysłowych w Mandżurii należało właśnie do rosyjskich Żydów. W latach 30. i 40. liczba mandżurskich Żydów zwiększyła się wskutek napływu uciekinierów z Europy.
Po 1945 roku większość chińskich Żydów wyjechała do Australii, Ameryki i ZSRR.
W latach 50. XX wieku zniszczona synagoga w Kaifengu została odrestaurowana i zamieniona w muzeum.